# Anthony Bogaert
Anthony Francis «Tony» Bogaert es un psicólogo canadiense. Es profesor en las Facultades de Psicología y de Ciencias de la Salud Comunitaria de la Universidad de Brock.

## Investigación
Bogaert es conocido por estudiar múltiples temas relacionados con la sexualidad humana, entre ellos la asexualidad. También ha publicado estudios centrados en la relación entre el número de hermanos que tiene un hombre y su orientación sexual. Estos estudios han concluido en que cuanto más hermanos mayores tiene un hombre, más probabilidades tiene de ser homosexual, y que este efecto se debe a factores prenatales, no ambientales. Al principio de su carrera, Bogaert trabajó con J. Philippe Rushton en la publicación de un artículo que planteaba la hipótesis de la existencia de evidencia biológica de diferencias raciales. Este artículo fue criticado dos años después por Michael Lynn, que afirmó: 
En primer lugar, no se explica por qué la selección natural habría favorecido diferentes estrategias reproductivas para diferentes razas. En segundo lugar, los datos sobre las diferencias raciales que han elegido tienen una validez cuestionable, ya que la revisión de la literatura que hicieron fue selectiva y sus análisis originales se basan en autoinformes. En tercer lugar, no se aportan pruebas de que estas diferencias raciales tuvieran efectos significativos en la reproducción o de que la restricción sexual fuera una característica K.  Por último, no descartan adecuadamente las explicaciones ambientales de sus datos.